# BitchX

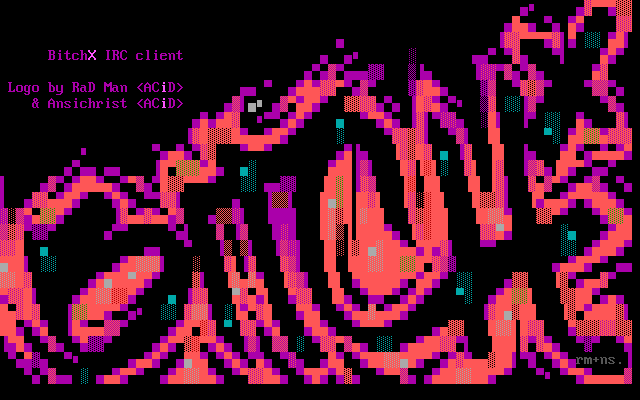
BitchX ANSI splash screen (one of several in rotation).

A BitchX egy nyílt forráskódú IRC kliens.  Alapjait "Trench" és "HappyCrappy" rakta le, amely egy script volt az ircII -höz.  Önálló programmá panasync (Colten Edwards) fejlesztette. A BitchX 1.1 végleges verzióját 2004-ben adták ki. C nyelven készült, és konzolon keresztül lehetett használni. Egy grafikus interfésszel rendelkező változat is elérhető, amely a GTK+ widgetkészletet használja.  A legtöbb Unix-szerű rendszeren gond nélkül üzemel. BSD Licenc alá tartozik.  Eredetileg az ircII-EPIC -en alapult, majd később beolvasztásra került az EPIC irc kliensbe. Támogatja az IPv6 technológiát, a több különféle kiszolgálóhoz való csatlakozást, és az SSL-t. Nem támogatja az UTF-8 karakterkódolást. A BitchX (vagy ahogy a rajongók gyakran hívják: BX) nagyon ismert az egyedi alapértelmezett kilépő (Quit: ) üzenetéről.
A projekt neve jelenleg hivatalosan BitchX. Bár jelenleg nem érhető el az új kód publikusan, a projekt azon dolgozik, hogy az Epic és a BitchX ismét egyesüljenek.  

## Biztonság
A BitchX korai változata DoS típusú sebezhetőségben szenvedett, amelyet úgy lehetett előidézni, hogy speciálisan képzett paramétereket adtunk át bizonyos szabványos IRC parancsoknak. Ez még azelőtt történt, hogy a "format string attack" nevű sebezhetőség egy önálló kategóriává vált volna a számítógépes biztonság területén.
A jelenlegi BitchX kiadás, melyet 2004-ben adtak ki, biztonsági hibában szenved, amely megengedi a távoli IRC kiszolgáló számára hogy a BitchX -et futtató kliens gépén tetszőleges kódot futtasson. (CVE-2007-336, CVE-2007-4584).